# 아우구스투 쿠리

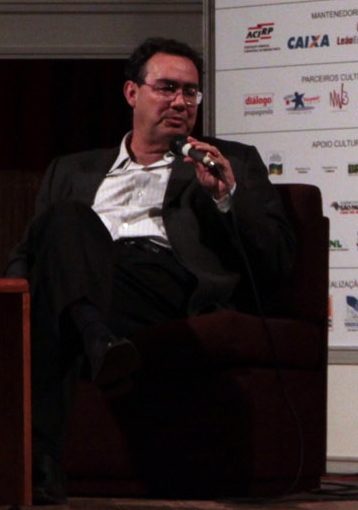

아우구스투 조르지 쿠리  (Augusto Jorge Cury, 1958년 10월 2일 ~ )는 브라질의 심리학자, 정신과 의사, 과학자, 작가이다.
마음이 인간에게 미치는 영향과 생각의 구축 과정에 대해 연구한 '다초점 지능' 이론(a teoria da inteligência multifocal)을 발표하면서 세계적인 명성을 얻었다. 그의 책은 브라질에서 15만 부 이상 판매되고, 50여 개국에서 번역 출간되었다. 25권의 책을 펴냈으며, 계속하여 왕성한 집필 활동을 하고 있다. 대표작 <드림셀러>는 출간 보름 만에 15만 부가 팔려 화제가 되었다.현재 라틴아메리카에서 많은 인기를 끄는 작가이다.

## 이력
- 스페인 이레스바레아레스 대학에서 교육과학 연구
- 브라질 센터 필라델피아 대학에서 박사학위 받음
- 미국 브리검 영 대학에서 인간의 편견과 차별에 대한 국제 컨퍼런스 개최
- 포르투갈 소브레도타도스 아카데미에서 명예회원으로 활동
- 포르토 지성학회 명예회원.
- 지니어스 학회에서 교육자 및 일반 대중을 위한 교육기관의 홍보 이사.

## 작품
- <삶의 질 혁명 Revolucione sua qualidade de Vida>
- <아름다움의 독재와 여성의 혁명 A ditadura da beleza e a revolução das mulheres>
- <인류의 미래 O futuro da humanidade>
- <당신은 대체될 수 없다 Você é insubstituível>
- <당신의 꿈을 포기하지 말라 Nunca desista de seus sonhos>
- <명석한 부모와 열정적인 교사 Pais brilhantes, professores fascinantes>
- <명석한 아이와 열정적인 학생 Filhos brilhantes, alunos fascinantes>
- <그리스도의 지성 분석 Análise da Inteligência de Cristo>
- <다초점 지능 Inteligência multifocal>
- <삶을 바꾸는 12주 Doze semanas para mudar uma vida>
- <감정의 감옥을 넘어서 Superando o cárcere da emoção>
- <행복의 10가지 원칙 Dez Leis para Ser Feliz>
- <시 메스모의 지도자가 되라 Seja Líder de Si Mesmo>
- <우리 아버지의 비밀 Os Segredos do Pai-Nosso>
- <삶의 학교: 실제 세계에서의 해리 포터 Escola da Vida: Harry Potter no Mundo Real>
- <행복해지기 위한 감정 트레이닝 Treinando a emoção para ser feliz>
- <마리아, 역사의 가장 위대한 교육자 Maria, a maior educadora da História>
- <지성의 코드 O Código da Inteligência>
- <드림셀러 O Vendedor de Sonhos: O Chamado> (<드림셀러>라는 제목으로 웅진씽크빅 출간, 2009년 6월)
- <드림셀러와 삶의 질 혁명 O Vendedor de Sonhos e a Revolução dos Anônimos>

## 참고
1. ↑  “Últimas notícias”. 2009년 4월 18일에 원본 문서에서 보존된 문서. 2009년 9월 14일에 확인함. 다음 글자 무시됨: ‘ Notícias Diginet ’ (도움말)
2. ↑  “administrator”. 2009년 1월 23일에 원본 문서에서 보존된 문서. 2009년 9월 14일에 확인함.